# Seattle Slew
Seattle Slew (* 15. Februar 1974; † 7. Mai 2002) war ein US-amerikanisches Rennpferd, das 1977 die Amerikanische Triple Crown gewann. Der schwarze Hengst war das erste und bis zum Jahre 2018 auch einzige Pferd, das dieses Ziel ungeschlagen erreichte. Er ist bis heute der einzige Triple Crown Sieger der einen anderen Triple Crown Sieger, nämlich Affirmed, im direkten Duell schlug. Unter allen Gewinnern der Amerikanischen Triple Crown ist er der bislang erfolgreichste Vererber.

## Abstammung und Exterieur
Seattle Slew wurde auf der White Horse Acres Farm von Ben Castleman in der Nähe von Lexington gezogen. Er war ein großrahmiges und muskulöses Pferd, ganz im Typ seines Urgroßvaters Bold Ruler und dessen Vater Nasrullah. Dennoch wurde der Hengst vom Establishment in Kentucky grob unterschätzt und man bescheinigte ihm sogar die Ähnlichkeit mit einem Esel, so dass er bei der Jährlingsauktion von Fasig-Tipton im Juli 1975 nur den bescheidenen Preis von $17.500 erzielte. Immerhin gewann seine Mutter My Charmer ein Gruppe II Rennen und seine 5. Mutter war die Hall of Fame-Stute Myrtlewood, die sowohl als Rennpferd als auch als Mutterstute bedeutende Leistungen erbrachte. Sein Vater Bold Reasoning war ein sehr gutes aber nicht überragendes Rennpferd, das dann allerdings als Vererber großes Potential zeigte. Ihm waren allerdings nur 2,5 Jahre in der Zucht vergönnt und er musste nach einer Verletzung, die er sich beim decken einer Stute zuzog im Alter von nur 7 Jahren eingeschläfert werden. Die einzige heute noch aktive, sehr starke Zweig der Bold Ruler Hengstlinie verläuft über Bold Reasoning.
Die vier Besitzer von Seattle Slew kamen aus White Swan, einer Kleinstadt gut 100 km südöstlich von Seattle. Einer der Besitzer, Mickey Taylor, war Holzfäller und so wollte man das Pferd ursprünglich Seattle Slough nennen, wobei Slough einen Fluss bezeichnete, auf dem man die gefällten Baumstämme transportierte. Man entschied sich dann aber, Slough durch das gefälligere Wort Slew zu ersetzen, das dann auch der häufig gebrauchte Kurzname für den Hengst werden sollte.

## Rennlaufbahn
Anfangs stellte sich Seattle Slew ziemlich dumm an und konnte vor Kraft kaum laufen. Sein Trainer nannte ihn deshalb nach einer bekannten Zeichentrickfigur mit ähnlichen Eigenschaften Baby Huey. Im Sommer 1976 platzte aber bei ihm der Knoten und seine schnellen Trainingszeiten sprachen sich herum. Eine Stallverletzung verzögerte dann sein Rennbahn-Debüt noch bis zum 20. September 1976, als er ein Maiden-Rennen über 1207 Meter gewann, dem am 5. Oktober dann ein weiterer Sieg über 1408 Meter in einem ähnlichen Rennen folgte. Nur 11 Tage später rückte er mit einem spektakulären 10 Längen Sieg in den Champagne Stakes (Gruppe I) in den Mittelpunkt der Turf-Öffentlichkeit. Mit einer Zeit von 1:34,4 (61,36 km/h) lief er dabei die schnellste Zeit, die je ein zweijähriges Pferd über die Meile in den USA gelaufen ist. Die Turf-Journalisten konnten dem Billig-Pferd daraufhin den Titel des besten zweijährigen Pferdes nicht mehr verweigern. Dreijährig setzte Seattle Slew nach einem Sieg in einem kleinen Aufbaurennen seine Siegesserie mit überzeugenden Siegen in den Flamingo Stakes und im Wood Memorial (beide Gruppe I) fort und ging ungeschlagen als haushoher Favorit in das Kentucky Derby. Dort ging so ziemlich alles schief, was schiefgehen konnte. Seattle Slew hatte große Probleme im Führring. Zuschauer rissen ihm mehrfach Haare aus seinem Schweif, so dass er völlig verschwitzt an den Start ging, der dann auch ziemlich misslang. Vom Ende des Feldes aus drückte sich Seattle Slew dann aber ziemlich rücksichtslos an den vor ihm liegenden Pferden vorbei, so dass er am Ende der Geraden schon gleichauf mit For the Moment, dem Zweiten aus den Champagne Stakes, lag. Dieser For the Moment war offenbar dazu auserwählt worden, das beim Gestütsadel in Kentucky wenig geliebte Billig-Pferd so zu hetzen, dass es die Distanz unmöglich stehen konnte, aber allen Widerständen zum Trotz gewann Seattle Slew dieses Rennen in überzeugender Manier. 14 Tage später in den Preakness Stakes bot dann das Establishment in Kentucky den Hengst Cormorant (1974–2007), dem man das Kentucky Derby erspart hatte, als Herausforderer für den Emporkömmling auf, aber wieder ging die Rechnung nicht auf. In den Belmont Stakes auf Slews Heimatbahn weitere 3 Wochen später gab es dagegen keinen ernsthaften Herausforderer mehr und Seattle Slew konnte mit einem sehr leichten Sieg den Gewinn der Triple Crown komplettieren.
Normalerweise bekommen Pferde nach der Triple Crown, wo 3 schwere Rennen innerhalb von 36 Tagen absolviert werden müssen, eine längere Erholungspause und kehren frühestens Ende August zu den Travers Stakes auf die Rennbahn zurück. Die wenig begüterten vier Besitzer von Seattle Slew, die man gemeinhin als Slew Crew bezeichnete, nutzten jedoch die Zeit nach der Triple Crown zu einem bis heute einzigartigen PR-Feldzug, mit dem man die große Popularität des Pferdes in bare Münze verwandeln wollte. Als dann ein Angebot aus Kalifornien kam, für das horrende Startgeld von $400.000 bei den Swaps Stakes zu starten, wollte man auch diese lukrative Gelegenheit nicht auslassen. Gegen den Willen von Trainer Billy Turner und trotz offensichtlicher Müdigkeit des Pferdes trat man am 3. Juli 1977 in diesem Rennen an und es sollte mit der vielleicht größten Negativüberraschung der Galoppsportgeschichte enden: Der bislang ungeschlagene Triple Crown Sieger lief abgeschlagen mit 17 Längen Rückstand auf dem 4. Platz ein. Die große PR-Kampagne fand damit ein abruptes Ende und Trainer Billy Turner wurde fristlos entlassen. Nun traten die alten Kritiker aus Kentucky wieder auf den Plan, die Seattle Slew schon immer für überschätztes Pferd hielten, das seine Siege nur der schwachen Konkurrenz verdankte. Ganz besonders in den Fokus der Kritik gerieten die vier Besitzer wegen ihrer vermeintlichen Raffgier. Zu allem Unglück erkrankte Slew dann auch noch an einer schweren Virus-Erkrankung. Sein Comeback verzögerte sich dann bis zum 14. Juli 1978, als er ein kleines Altersgewichtsrennen in überzeugender Manier gewann. Dem folgte am 12. August 1978 ein weiterer überlegener Sieg in einem ähnlichen Rennen. Unterdessen hatte Affirmed in einem spektakulären Duell gegen Alydar die Triple Crown gewonnen und der ein Jahr vorher noch so populäre Seattle Slew war fast vergessen. Gegen eben diesen Affirmed wollte sich das Lager um Seattle Slew rehabilitieren. Zuvor absolvierte man mit dem Paterson Handicap (Gruppe II) ein weiteres Vorbereitungsrennen, das Slew überraschend knapp verlor. Jockey Jean Cruguet, der Slew bis dahin immer geritten hatte und die schlechte Vorbereitung für das Paterson Handicap öffentlich kritisierte, wurde daraufhin durch Angel Cordero ersetzt. Möglicherweise steckte hinter der schlechten Vorbereitung sogar Absicht, denn für das Affirmed-Lager erschien Slew nach der Niederlage im Paterson Handicap als leichter Gegner, so dass man am 16. September 1978 mit großer Gelassenheit in das erste Duell zweier Triple Crown Sieger ging. Im Marlboro Cup Invitational Handicap (Gruppe I) zeigte sich Slew dann bestens vorbereitet und übte von Anfang an großen Druck auf seinen Gegner aus, der dem hohen Tempo kaum folgen konnte. Es war die große Wiederauferstehung des Billigpferdes. Fortan jagte die Slew Crew regelrecht den geschlagenen Affirmed und nannte ihn immer wieder für Rennen, für die auch Affirmed genannt war, dessen Besitzer dann die Nennung immer wieder zurückzogen. Schließlich wagte man sich sogar über die Distanz von 1,5 Meilen an Affirmed heran. Über diese Distanz lief Slew bislang erst ein einziges Mal, in den Belmont Stakes, und wurde dabei kaum von der Konkurrenz gefordert. So kam es am 14. Oktober zum zweiten und bislang letzten Aufeinandertreffen zweier Triple Crown Sieger im Jockey Club Gold Cup (Gruppe I). Bei durch Regen aufgeweichtem Geläuf entwickelte sich bei hohem Tempo ein erbittertes Duell der beiden Champions, bis der Sattel bei Affirmed verrutschte und dieser aus dem Rennen fiel. Slews Jockey beging daraufhin den Fehler, das Tempo zu stark zu verlangsamen, um seinem Pferd eine Erholungspause von dem harten Anfangstempo zu gönnen. Von hinten kam dadurch Exceller unter Jockey Bill Shoemaker stark auf, der nun Slew an Stelle von Affirmed zum Duell forderte. Vom Schlussbogen bis zum Zielpfosten entspannte sich nun ein historisches Duell, in dem die Führung ständig hin- und herwechselte und Slew am Ende knapp unterlag. Diese Niederlage überzeugte selbst Slews letzte Kritiker von seinen Qualitäten und er verabschiedete sich mit einem Sieg im Stuyvesant Handicap (Gruppe III) schließlich auf dem Zenit seiner Karriere von der Rennbahn.
1977 wurde er Pferd des Jahres, und er wurde in das National Museum of Racing and Hall of Fame aufgenommen.

## Zuchtlaufbahn
Nach seiner Rennkarriere widmete er sich auf der Three Chimneys Farm in Midway, Kentucky, der Fortpflanzung. 1984 war er der führende Vererber (Leading Sire) in Nordamerika. In dem Jahr gewann sein Sohn Swale das Kentucky Derby und das Belmont Stakes, starb aber noch im gleichen Jahr.
Unter seinen Nachkommen waren auch der talentierte, aber verletzungsanfällige Landaluce; Pferd des Jahres A.P. Indy, und der Champion der Zweijährigen Surfside, dessen Mutter der Champion Flanders war.
Seine Gene wurden am meisten durch A.P. Indy weitergegeben, der ebenfalls in Kentucky für Nachwuchs sorgte. Pferd des Jahres Mineshaft war einer seiner erfolgreichen Nachkommen, aber nicht der einzige. Auch seine Töchter waren in der Zucht sehr erfolgreich. Eine brachte den Vollblüter Cigar zur Welt, der bis jetzt bei Pferderennen am meisten Geld verdient hat.
Auf der von der Zeitschrift Blood-Horse aufgestellten Liste der 100 besten amerikanischen Rennpferde des 20. Jahrhunderts steht Seattle Slew an neunter Stelle.

## Abstammung
| Vater Bold Reasoning | Boldnesian     | Bold Ruler     | Nasrullah               |
| Vater Bold Reasoning | Boldnesian     | Bold Ruler     | Miss Disco              |
| Vater Bold Reasoning | Boldnesian     | Alanesian      | Polynesian              |
| Vater Bold Reasoning | Boldnesian     | Alanesian      | Alablue                 |
| Vater Bold Reasoning | Reason to Earn | Hail to Reason | Turn-to                 |
| Vater Bold Reasoning | Reason to Earn | Hail to Reason | Nothirdchance           |
| Vater Bold Reasoning | Reason to Earn | Sailing House  | Wait a Bit              |
| Vater Bold Reasoning | Reason to Earn | Sailing House  | Marching Home           |
| Mutter My Charmer    | Poker          | Round Table    | Princequillo            |
| Mutter My Charmer    | Poker          | Round Table    | Knight’s Daughter       |
| Mutter My Charmer    | Poker          | Glamour        | Nasrullah               |
| Mutter My Charmer    | Poker          | Glamour        | Striking                |
| Mutter My Charmer    | Fair Charmer   | Jet Action     | Jet Pilot               |
| Mutter My Charmer    | Fair Charmer   | Jet Action     | Busher                  |
| Mutter My Charmer    | Fair Charmer   | Myrtle Charm   | Alsab                   |
| Mutter My Charmer    | Fair Charmer   | Myrtle Charm   | Crepe Myrtle (FNo.13-c) |